# The Nanny Diaries (film)
The Nanny Diaries är en amerikansk dramakomedifilm som hade biopremiär i USA den 24 augusti 2007, baserad på romanen med samma namn av Emma McLaughlin och Nicola Kraus. För manus och regi står  Shari Springer Berman och Robert Pulcini, huvudrollerna spelas av Scarlett Johansson, Alicia Keys, Paul Giamatti och Laura Linney. Filmproducent är Richard N. Gladstein.

## Handling
21-åriga Annie Braddock (Scarlett Johansson) har just utexaminerats från Montclair State University. Hon har inte en aning om vad hon vill bli. En dag då hon sitter i parken ser hon en ung pojke i uniform som håller på att bli överkörd. Annie räddar honom och pojkens mor, Mrs. Alexandra X (Laura Linney), men då hon presenterar sig som "Annie", misstar Mrs. X hennes ord för "Nanny" och anställer henne för att passa Grayer. Annie ljuger för sin mor om att ta anställning på banken, medan hon i själva verket flyttar in hos familjen X för att bli barnflicka för Grayer, pojken hon räddade. 
Hennes liv kompliceras då hon faller för "Harvard Hottie" (Chris Evans), som bor i byggnaden. Annie börjar märka att de struntar i Grayer, då Mr. X är otrogen mot Mrs. X. 
Annie avskedas, hittar familjens barnflickkamera och spelar in sina åsikter om familjen X. Detta visas dock vid en träff hos fruar på East Side, vilka alla känner sympati med sina egna barnflickor. 
Några månader senare stöter Harvard Hottie på Annie i en park och ger henne ett brev han fått från Mrs. X. Hon skriver att hon lämnade Mr. X, och att hon numera tillbringar med tid med Grayer. Detta leder till lyckligare slut för dem alla, då Annie och Harvard Hottie går iväg tillsammans.

## Rollista
- Scarlett Johansson som Annie 'Nanny' Braddock
- Chris Evans som Hayden "Harvard Hottie"
- Laura Linney som Mrs. Alexandra X
- Paul Giamatti som Mr. Stan X
- Nicholas Art som Grayer Addison X
- Donna Murphy som Judy Braddock
- Alicia Keys som Lynette
- Nina Garbiras som Miss Chicago
- Brande Roderick som Tanya
- Heather Simms som Murnel
- Julie White som Jane Gould
- Judith Roberts som Milicent

## Mottagande
Den 1 september 2007 hade filmen ett medelsnittsbetyg på 46 av 100 på Metacritic baserat på 33 recensioner. Hos Rotten Tomatoes gav 33% av kritikerna filmen positivt betyg, baserat på 126 recensioner.
Filmen första veckan nådde plats #6 på US box office och spelade in $7,4 miljoner på 2 629 biografer. Den 23 november 2007 hade filmen spelat in $25 918 399 i USA och $9 451 716 utanför USA med en total internationell intäkt på $35 370 115 mot en budget på $20 million.

### Fotnoter
1. ↑  ”The Nanny Diaries” (på engelska). Box Office Mojo. 24 augusti 2007. http://www.boxofficemojo.com/movies/?id=nannydiaries.htm. Läst 7 september 2016.
2. ↑  Nanny Diaries, The (2007): Reviews. Metacritic. last 1 september 2007
3. ↑  The Nanny Diaries - Rotten Tomatoes. Rotten Tomatoes. last 1 september 2007
4. ↑  The Nanny Diaries (2007) - Weekend Box Office. Box Office Mojo.